# Kdo to tam zpívá
Kdo to tam zpívá (srbochorvatsky Ko to tamo peva) je jugoslávská filmová tragikomedie, kterou natočil v roce 1980 debutující režisér Slobodan Šijan podle scénáře Dušana Kovačeviće.
Děj filmu se odehrává v dubnu 1941 v linkovém autobuse směřujícím do Bělehradu. Nesourodá skupina pasažérů, představující průřez tehdejší společností, je konfrontována s chaosem, který v zemi vypukl v důsledku německé invaze. Cesta se mění v řetěz absurdních příhod a v extrémní situaci každá z postav odhaluje svoji skutečnou povahu.
Na Montréalském filmovém festivalu v roce 1981 obdržel film zvláštní cenu a cenu ekumenické poroty. Aleksandar Berček získal na přehlídce jugoslávského filmu v Pule cenu Zlatá aréna za nejlepší výkon roku v mužské vedlejší roli. V anketě, kterou uspořádal v roce 2017 srbský filmový archiv, bylo Kdo to tam zpívá vyhlášeno nejlepším srbským filmem všech dob.

## Hrají
- Pavle Vuisić – Krstić otec, majitel autobusu
- Aleksandar Berček – Krstić syn, řidič autobusu
- Neda Arnerićová – nevěsta
- Slavko Štimac – ženich
- Dragan Nikolić – zpěvák
- Danilo Bata Stojković – germanofil
- Milivoje Tomić – vysloužilý voják
- Taško Načić – lovec
- Miodrag Kostić a Nenad Kostić – cikánští muzikanti